# Режиссёрское кресло (телесериал)
«Режиссёрское кресло» (англ. The Director’s Chair) — американское ток-шоу, созданное Робертом Родригесом и транслируемое на телеканале El Rey Network в период с 10 мая 2014 года по 26 ноября 2018 года.

## Сюжет
Концепция шоу заключается в том, что сценарист и режиссёр Роберт Родригес приглашает разных легендарных режиссёров — от Гильермо Дель Торо и Джона Карпентера до Квентина Тарантино и Барбры Стрейзанд и узнаёт у них истории их самых известных проектов, их методы работы и историю их карьеры.

## В ролях
- Роберт Родригес — Играет сам себя (ведущий).
- Джон Карпентер — Играет сам себя (гость).
- Гильермо Дель Торо — Играет сам себя (гость).
- Квентин Тарантино — Играет сам себя (гость).
- Фрэнсис Форд Коппола — Играет сам себя (гость).
- Луис Вальдес — Играет сам себя (гость).
- Роберт Земекис — Играет сам себя (гость).
- Майкл Манн — Играет сам себя (гость).
- Джордж Миллер — Играет сам себя (гость).
- Сильвестр Сталлоне — Играет сам себя (гость).
- Джон Фавро — Играет сам себя (гость).
- Фрэнк Дарабонт — Играет сам себя (гость).
- Барбра Стрейзанд — Играет сам себя (гость).

## Сезоны
| Сезон | Серии | Серии | Даты показа  | Даты показа     |
| Сезон | Серии | Серии | Первая серия | Последняя серия |
| ----- | ----- | ----- | ------------ | --------------- |
| 1     | 13    | 13    | 10 мая 2014  | 26 ноября 2018  |

## Эпизоды

### Сезон 1(2014—2018)
| № общий | № в сезоне | Название                                                 | Режиссёр        | Автор сценария | Дата премьеры    |
| --- | ---------- | -------------------------------------------------------- | --------------- | -------------- | ---------------- |
| 1 | 1          | «Джон Карпентер» «John Carpenter»                        | Роберт Родригес | Неизвестно     | 10 мая 2014      |
| Режиссёр Роберт Родригес берёт интервью у легендарного режиссёра Джона Карпентера («Нападение на 13-й участок», «Хэллоуин», «Нечто», «Побег из Нью-Йорка») о том, кто на него повлиял и как он стал режиссёром.                                                                                             |            |                                                          |                 |                |                  |
| 2 | 2          | «Гильермо Дель Торо» «Guillermo del Toro»                | Роберт Родригес | Неизвестно     | 8 июля 2014      |
| Режиссёр Роберт Родригес беседует с режиссёром-визионером Гильермо Дель Торо («Мутанты», «Блэйд 2», «Лабиринт фавна», «Тихоокеанский рубеж») о том, кто повлиял на него и как он стал режиссёром. |            |                                                          |                 |                |                  |
| 3 | 3          | «Квентин Тарантино: Часть 1» «Quentin Tarantino Vol. I»  | Роберт Родригес | Неизвестно     | 14 августа 2014  |
| Роберт Родригес и Квентин Тарантино обсуждают карьеру Тарантино через призму их 20-летней дружбы, используя ранее не публиковавшиеся личные видеоматериалы, чтобы поговорить на самые разные темы — от написания сценариев до спагетти-вестернов и кунг-фу.                                                 |            |                                                          |                 |                |                  |
| 4 | 4          | «Квентин Тарантино: Часть 2» «Quentin Tarantino Vol. II» | Роберт Родригес | Неизвестно     | 17 сентября 2014 |
| Роберт Родригес и Квентин Тарантино продолжают погружаться в историю Тарантино и вспоминают их самые значимые совместные работы. |            |                                                          |                 |                |                  |
| 5 | 5          | «Фрэнсис Форд Коппола» «Francis Ford Coppola»            | Роберт Родригес | Неизвестно     | 2 марта 2015     |
| Роберт Родригес беседует с легендарным режиссёром Фрэнсисом Фордом Копполой о влиянии семьи, создании бунтарской студии Zoetrope и трудностях, с которыми пришлось столкнуться при создании фильмов «Крёстный отец», «Разговор» и «Апокалипсис сегодня».                                                    |            |                                                          |                 |                |                  |
| 6 | 6          | «Луис Вальдес» «Luis Valdez»                             | Роберт Родригес | Неизвестно     | 29 марта 2015    |
| Роберт Родригес беседует с Луисом Вальдесом, первым чикано-американским режиссёром, о его пути от сельскохозяйственного рабочего-мигранта до режиссёра, об основании Teatros Campesinos, создании костюма Зута для сцены и экрана и о классической постановке «Ла Бамба».                                   |            |                                                          |                 |                |                  |
| 7 | 7          | «Роберт Земекис» «Robert Zemeckis»                       | Роберт Родригес | TBD            | май 2015         |
| Роберт Родригес берёт интервью у Роберта Земекиса, чтобы обсудить его карьеру, которая началась с отмеченного наградами студенческого фильма Университета Южной Калифорнии, привлёкшего внимание Стивена Спилберга и ставшего одним из крупнейших блокбастеров всех времён.                                 |            |                                                          |                 |                |                  |
| 8 | 8          | «Майкл Манн» «Michael Mann»                              | Роберт Родригес | TBD            | июнь 2015        |
| Роберт Родригес берёт интервью у Майкла Манна и вместе они вспоминают историю карьеры последнего и его самые известные и популярные работы. |            |                                                          |                 |                |                  |
| 9 | 9          | «Джордж Миллер» «George Miller»                          | Роберт Родригес | Неизвестно     | 30 августа 2015  |
| Роберт Родригес берёт интервью у Джорджа Миллера, чтобы обсудить его карьеру режиссёра, сценариста и продюсера новаторских фильмов — от «Бэйба» и «Делай ноги» до франшизы «Безумный Макс». |            |                                                          |                 |                |                  |
| 10 | 10         | «Сильвестр Сталлоне» «Sylvester Stallone»                | Роберт Родригес | Неизвестно     | 15 ноября 2015   |
| Роберт Родригес берёт интервью у режиссёра и актёра Сильвестра Сталлоне, чтобы обсудить начало его карьеры и его вдохновение, а также то, каково это — писать сценарии, снимать и играть главные роли в боевиках и вернуться к режиссуре с фильмами «Рокки Бальбоа», «Рэмбо: Первая кровь» и «Неудержимые». |            |                                                          |                 |                |                  |
| 11 | 11         | «Джон Фавро» «Jon Favreau»                               | Роберт Родригес | Неизвестно     | 25 сентября 2016 |
| Роберт Родригес беседует с режиссёром Джоном Фавро о его пути от начинающего актёра и комика до режиссёра фильмов, попавших в топ-листы. Они прослеживают карьеру Фавро от культового инди-фильма «Свингеры» до таких блокбастеров, как «Железный человек» и «Книга джунглей».                              |            |                                                          |                 |                |                  |
| 12 | 12         | «Фрэнк Дарабонт» «Frank Darabont»                        | Роберт Родригес | Неизвестно     | 25 сентября 2016 |
| Роберт Родригес беседует с известным режиссёром Фрэнком Дарабонтом о его карьере и не только. Они обсуждают трудности, с которыми он сталкивался при попытке пробиться в индустрию, а также давние отношения Дарабонта с легендарным писателем Стивеном Кингом.                                             |            |                                                          |                 |                |                  |
| 13 | 13         | «Барбра Стрейзанд» «Barbra Streisand»                    | Роберт Родригес | Неизвестно     | 26 ноября 2018   |
| Роберт Родригес берёт интервью у актрисы и режиссёра Барбры Стрейзанд и вместе они вспоминают историю её успеха. |            |                                                          |                 |                |                  |

## Производство
Сериал был анонсирован в феврале 2014 года вместе с другим новым сериалом El Rey Network — «Матадор».
После выхода финального эпизода в ноябре 2018 года «Режиссёрское кресло» было закрыто после 1 сезона.

## Критика
На сайте IMDb сериал получил положительную оценку в 8.8 баллов из 10 на основе 563 рецензий со стороны критиков.